# Springpfuhl-Passage

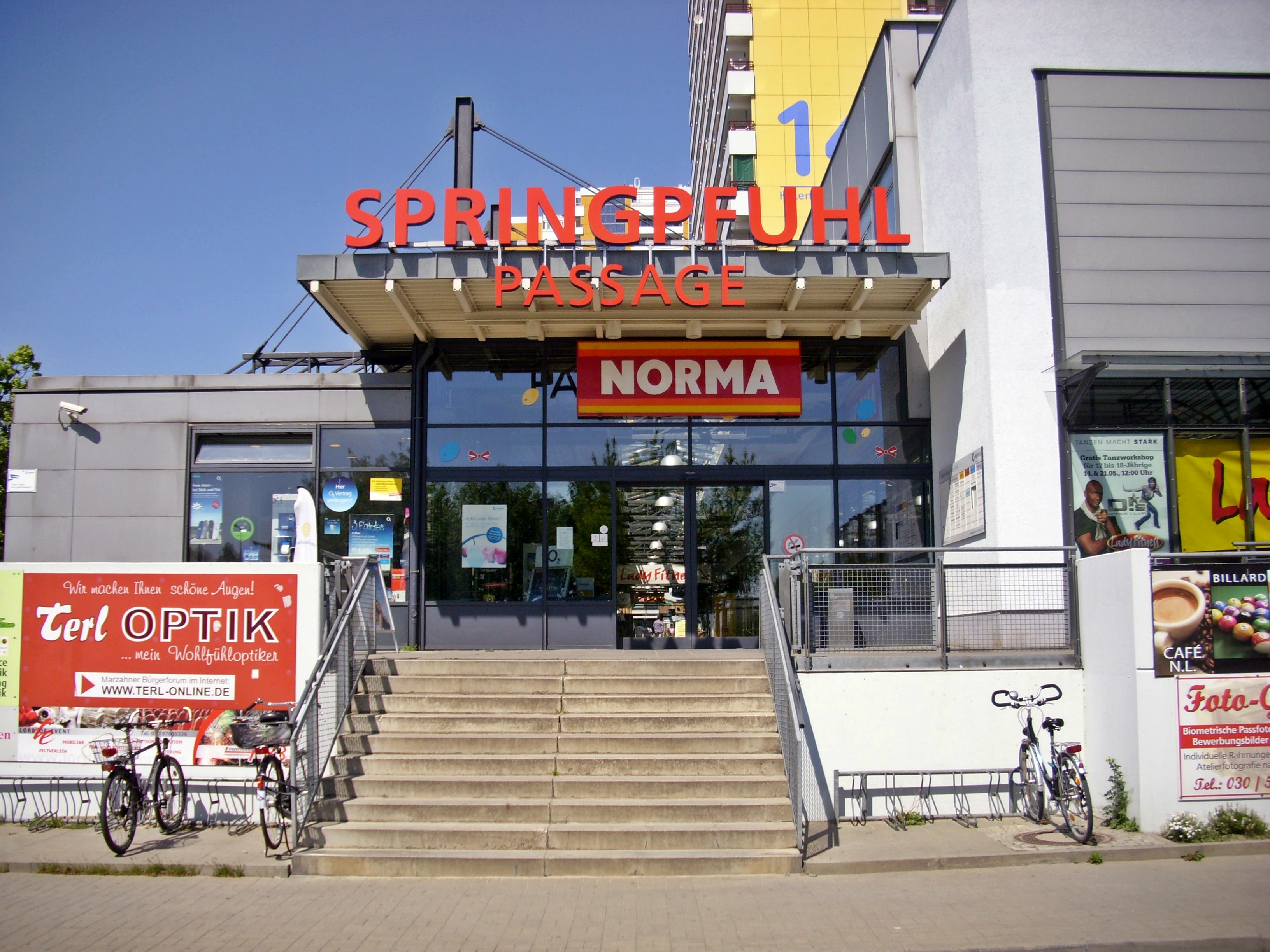
De Springpfuhl Passage in Berlin-Marzahn

De Springpfuhl-Passage is een winkelpassage in de wijk Marzahn in Berlijn in het district Marzahn-Hellersdorf.

## Geschiedenis
In de periode mei 1995 tot oktober 1996 werd het winkelcentruim gebouwd naar een ontwerp van de Berlijnse architecten Klaus-Peter Dreß en Karl Wucherpfennig gebouwd in Wohngebiet Marzahn I. opdracht van Degewo Marzahner Wohnungsgesellschaft mbH (voorheen: WBG Marzahn). De passage werd aangebouwd aan de hoogbouw met woningen aan de Hlene-Weigel-Platz 13/14
De met glas overdekte passage heeft een oppervlakte van 4.130 m² groot en herbergt commerciële en dienstverlenende bedrijven. Op 17 oktober 1996 werd de DM 16 miljoen kostende passage met 14 winkels geopend. 